# فيتور راميل
فيتور راميل (بالإنجليزية: Vitor Ramil)‏ (7 أبريل 1962، بيلوتاس في البرازيل)؛ كاتِب، مؤلِّف أغانٍ وروائي برازيلي.

## روابط خارجية
- فيتور راميل على موقع IMDb (الإنجليزية)
- فيتور راميل على موقع ميوزك برينز (الإنجليزية)
- فيتور راميل على موقع ديسكوغز (الإنجليزية)